# Сочинская ТЭС
Сочинская ТЭС — теплоэлектростанция в городе Сочи Краснодарского края. Среднегодовая выработка электроэнергии составляет 565 млн кВт⋅ч, тепла — 50 тыс. Гкал. С 2008 года входит в группу «Интер РАО».

## История
20 декабря 2004 г. введены в эксплуатацию два парогазовых энергоблока общей мощностью 78 МВт. 1 марта 2005 состоялось присоединение Сочинской ТЭС к ЛЭП «Краснополянская ГЭС — Верещагинская". После ввода первой очереди мощность Сочинской ТЭС составляла 78 МВт, тепловая мощность — 25 Гкал/ч.
В связи с проведением Зимних Олимпийских игр 2014 было принято решение об увеличении мощности станции в два раза. Стоимость строительства второй очереди Сочинской ТЭС оценивалось в 3,8 млрд рублей. Руководство ОАО «Сочинская ТЭС» изначально рассчитывало ввести в эксплуатацию вторую очередь теплоэлектростанции в декабре 2008 года.
25 декабря 2009 года был введён в эксплуатацию энергоблок № 3 мощностью 80 МВт второй очереди Сочинской ТЭС. Общая установленная мощность станции выросла в два раза — до 158 МВт по электроэнергии и до 50 Гкал/час — по теплу.

## Ссылки

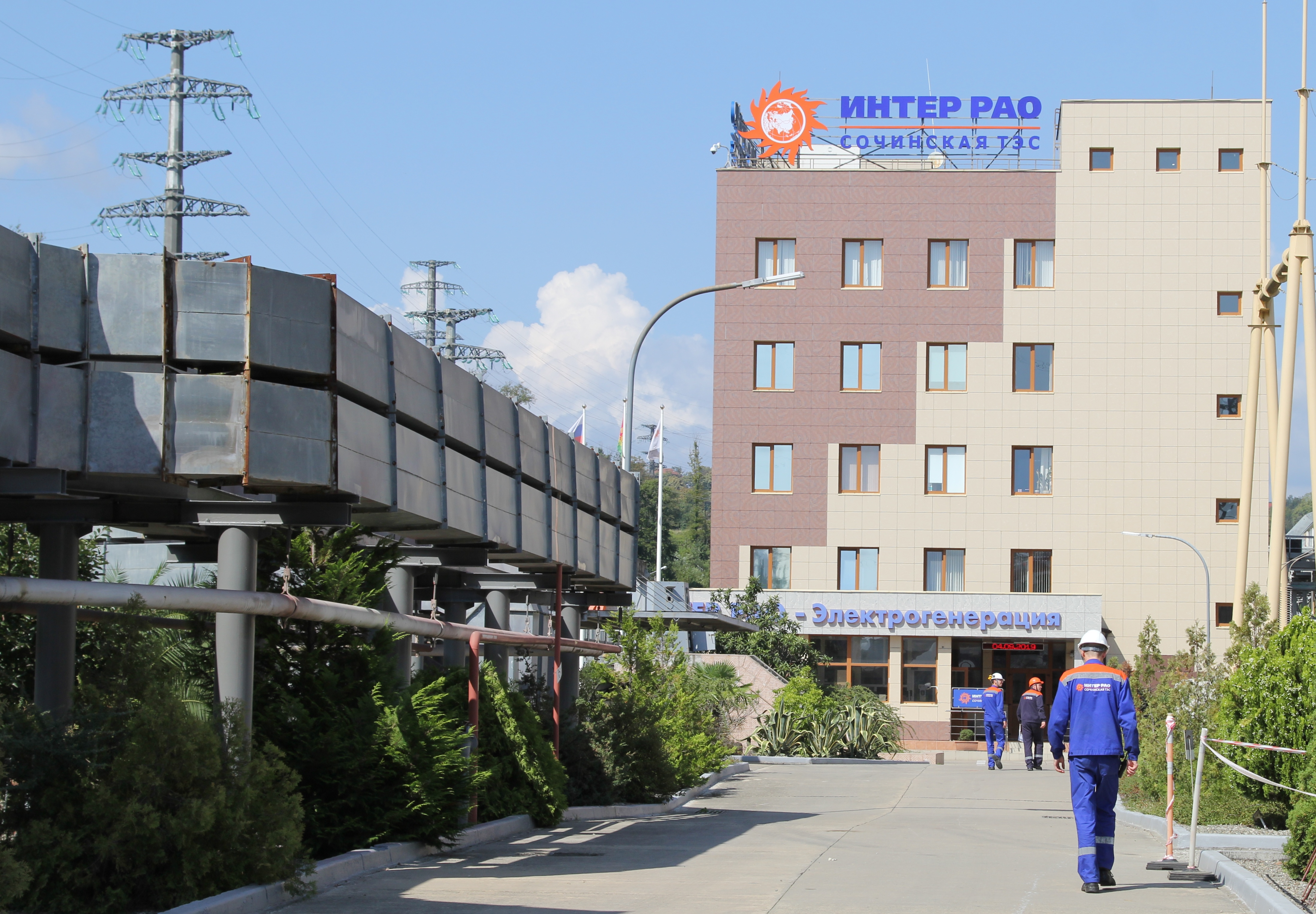
Административное здание Сочинской ТЭС